# Shadiya Alimatou Assouman

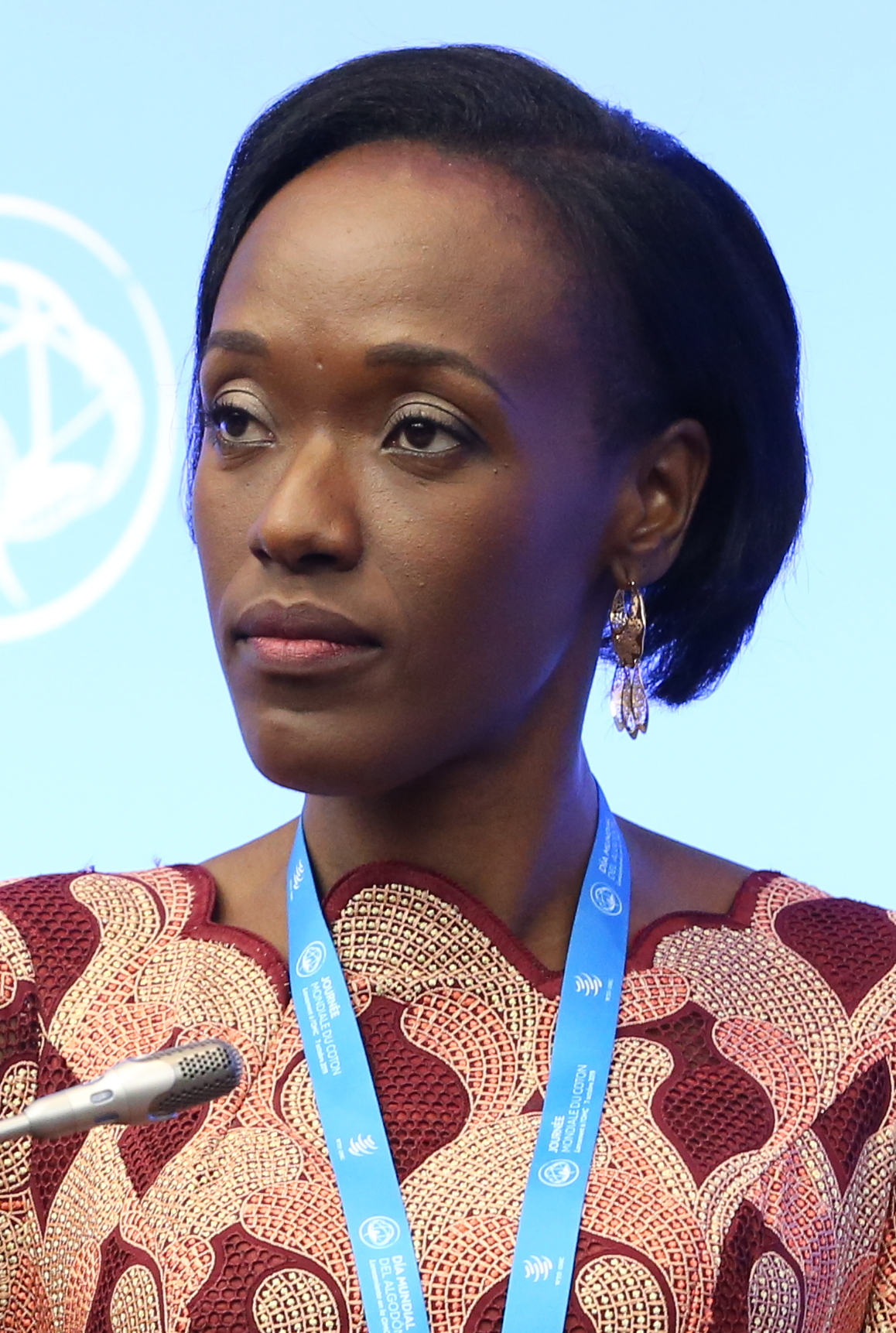
Shadiya Alimatou Assouman (2019)

Shadiya Alimatou Assouman ist eine beninische Politikerin aus Djougou, Département Donga. 

## Politische Karriere
Bei einer Umbildung des Kabinetts im September 2019 wurde Assouman von Präsident Patrice Talon als eines von sechs Mitgliedern neu berufen. Sie übernahm das Ministerium für Industrie und Handel von Serge Mahouwèdo Ahissou. Nach Talons Wiederwahl 2021 gehört sie dem zweiten Kabinett in identischer Funktion an.